# Pardosa arctica
Pardosa arctica är en spindelart som först beskrevs av Kulczynski 1916.  Pardosa arctica ingår i släktet Pardosa och familjen vargspindlar. Inga underarter finns listade i Catalogue of Life.